# So This Is Washington
Pour plus de détails, voir Fiche technique et Distribution.
So This Is Washington est un film américain, réalisé par Ray McCarey, sorti en 1943.
Le film fut nommé pour l'Oscar du meilleur mixage de son (Oscar gagné par le film Vivre libre).

## Fiche technique
- Titre : So This Is Washington
- Réalisation : Ray McCarey
- Scénario : Leonard Praskins, Roswell Rogers et Edward James
- Photographie : Harry J. Wild
- Pays de production :  États-Unis
- Format : Noir et blanc - 1,37:1 - Mono
- Genre : Comédie
- Date de sortie : 1943

## Distribution
- Chester Lauck : Lum Edwards
- Norris Goff : Abner Peabody
- Alan Mowbray : Chester W. Marshall
- Mildred Coles : Jane Nestor
- Roger Clark : Robert Blevins
- Sarah Padden : Tante Charity Speers